# Межуев, Валерий Алексеевич
Валерий Алексеевич Межуев (род. 23 июня 1939, с. Куликово, Московская область) — советский, затем российский инженер, менеджер и предприниматель, организатор производства, лауреат Государственной премии Российской Федерации (1995).

## Биография
В 1963 г. окончил Московский инженерно-физический институт (с 2009 года — Национальный исследовательский ядерный университет «МИФИ»).
С 1963 г. работает на Машиностроительном заводе (г. Электросталь): инженер, руководитель группы, начальник стенда (с перерывом в 1979—1986 гг., когда возглавлял Московский областной политехникум), в 1986—1993 гг. — начальник цеха, заместитель директора по кадрам. С 1990 по 2001 г. — генеральный директор АО «Машиностроительный завод» (производство тепловыделяющих элементов — ТВЭЛов для атомных электростанций).
Член Совета директоров банка «Возрождение».
С 1993 г. входил в правление Федерального фонда ОМС.
В 1997—1999 гг. — президент ядерного общества России. Заместитель председателя Совета Межрегионального общественного движения ветеранов атомной энергетики и промышленности.

## Награды и признание
- Государственная премия Российской Федерации «За создание автоматизированного промышленного производства тепловыделяющих элементов для ядерных энергетических реакторов» (1995)
- орден «Знак Почёта»
- «Человек года» в номинации «Предпринимательство» (1997) — по решению Русского биографического института[3]
- Международная премия Андрея Первозванного «За Веру и Верность» (1999)